# Рак желуца
Рак желуца врста је тумора који се развија из слузокоже желуца. Већина случајева рака желуца су карциноми желуца, који се могу поделити на неколико подтипова - аденокарциноме желуца, али и на лимфоме и мезенхималнетуморе који се такође могу развити у желуцу. Рани симптоми могу укључивати горушицу и бол у горњем делу трбуха, мучнину и губитак апетита. Каснији знаци и симптоми су губитак тежине, жутило коже и беоњача, повраћање, отежано гутање и крв у столици. Рак се може проширити (метастазирати) из желуца у друге делове тела, посебно у јетру, плућа, кости, слузокожу трбуха и лимфне чворове. 
Медитеранска дијета смањује ризик од рака желуца, као и престанак пушења. Привремени докази указују да лечење Х. пилори смањује будући ризик. Ако се рак желуца лечи рано, може се излечити.  Третмани могу укључивати комбинацију хирургије, хемотерапије, терапије зрачењем и циљане терапије.  За одређене подтипове рака желуца, имунотерапија рака је такође опција. Ако се лечи касно, може се саветовати палијативно збрињавање.  Неки типови лимфома се могу излечити елиминацијом Х. пилори. 
Исходи су често лоши, са мање од 10% петогодишњег преживљавања у западном свету за узнапредовале случајеве.  Већина болесника са карциномом желуца се јавља када је болест узнапредовала и излечење је мање вероватно. Такође рак желуца који расте кроз зид желуца или се шири на друге делове тела теже је излечити. Према томе продужење времена преживљавања пацијената и смањење морталитета од овог рака у великој мери зависи од откривања рака желуца у његовом раном облику, односно у пТ1 стадијуму  (према класификацији Уније за међународну контролу рака).

## Опште информације
Желудац је део дигестивног система. Налази се у средини трбуха, одмах испод ребара. Његов горњи део је везан за једњак, а доњи део се наставља на дуоденум - почетни део танког црева. 
Када храна уђе у желудац, мишићи у његовом зиду производе валовите покрете који разбијају и мешају храну. Истовремено, жлезде у зиду желуца ослобађају сокове који олакшавају варење хране. Након отприлике три сата, храна постаје кашаста и прелази у црева, где се наставља варење и кретање хране према завршним партијама дигестивног тракта.

## Епидемиологија
Морбидитет/Морталитет
Глобално, рак желуца је пети водећи тип рака и трећи водећи узрок смрти од рака, чинећи 7% случајева и 9% смртних случајева. У 2018. години, оболело је око 1,03 милиона људи а умрло је 783.000 случајева.
Пре 1930-их, у великом делу света, укључујући већину западних развијених земаља, то је био најчешћи узрок смрти од рака. Од тада се стопа смртности смањује у многим деловима света. Верује се да је то последица конзумирања мање слане и киселе хране као резултат развоја хлађења као метода складиштења хране.  Рак стомака се најчешће јавља у источној Азији и источној Европи. Јавља се два пута чешће код мушкараца него код жена.
Животна доб
Инциденција рака желуца расте са годинама. Релативно ретко се дијагностикује пре 30. године, а највећа инциденција се јавља између 50. и 70. године. 
Полне разлике
Од рака желуца оболевају мушкарци два пута чешће, али у пределу кардије чак пет пута чешће него код жена. Дифузни тип, подједнако погађа и мушкарце и жене, али је чешћи је код млађих пацијената.
Расне и социјалне разлике
Инциденција болести на некардијалним локацијама је већа код црнаца и код популација са лошијим социоекономским условима. Локализација у пределу кардије је чешћа код пацијената беле расе и оних који су економски боље стојећи.
Појава појединачних хистопатолошких типова Лауренове болести варира епидемиолошки. Хумани ентерични тип је чешћи код мушкараца, црнаца и старијих људи и у неким географским подручјима са повећаним ризиком од развоја болести. 
Географске разлике
Епидемиолошки подаци показују да постоји  више од 20 пута разлика у инциденци рака желуца између земаља ниског и високог ризика. Највеће стопе инциденције карактеришу Јапан, Кореју, Кину и земље Централне и Јужне Америке (Чиле, Колумбија) - 46,5-91,4 случаја на 100.000 становника годишње. Само нешто мањи ризик од рака желуца (45,5 случајева на 100.000 становника) примећује се у Русији, неким земљама источне и централне Европе (Мађарска) и западне Европе (Италија, Португал и Финска).
С друге стране, ниска инциденција рака желуца налази се у јужној Азији, северној и источној Африци, Северној Америци, северној Европи, Аустралији и Новом Зеланду.
Интестинални тип карцинома желуца чешће се дијагностикује у земљама са високим ризиком од овог карцинома, док је дифузни тип карактеристичнији за нискоризичне регионе света.

## Етиопатогенеза
Рак желуца може настати као резултат многих фактора.  Иако се тачан узрок не зна, најчешће се помињу димљена и јако слана храна ( месо и риба ), вода са пуно нитрата, нитрати као конзерванси у храни и држање готове хране на собној температури (употреба фрижидера и модерне хране). Пушачи и алкохоличари су под повећаним ризиком .
Јавља се два пута чешће код мушкараца него код жена, јер е естроген може заштитити жене од развоја овог облика рака.  
Хеликобактер пилори (лат. Helicobacter pylori) инфекција је суштински фактор ризика у 65–80% карцинома желуца, али само 2% људи са инфекцијом Хеликобактер пилори развије рак желуца.   Механизам којим Хеликобактер пилори изазива рак желуца потенцијално укључује хроничну упалу или деловање фактора вируленције Хеликобактер пилори као што је ЦагА . 
Процењено је да је Епштајн-Бар вирус одговоран за 84.000 случајева годишње. 
СИДА је такође повезана са повећаним ризиком. 
Људи који пате од пернициозне анемије, недостатка желудачне киселине (ахлорхидрије) или атрофије желуца су такође у опасности.
Пушење се такође наводи као фактор ризика. 
Према новим студијама, чини се да је ризик од рака желуца код људи са чиром на желуцу ипак мали. Неке студије указују на већу учесталост код људи са крвном групом А у поређењу са крвном групом О, али је само неколико процената већа. Значај генетских фактора није доказан.
Рак желуца може настати у било ком делу желуца и проширити се на друге органе, на пример кроз зид желуца до једњака или дванаестопалачног црева. Такође може проћи кроз зид желуца и утицати на лимфне чворове, јетру, панкреас и дебело црево. Такође може утицати на удаљене органе као што су плућа, лимфни чворови изнад кључне кости и јајници.

### Врсте рака желуца
Тип рака желуца  заснован на типу ћелије из којих је рак почео. Примери типова рака желуца укључују:
Аденокарцином
Аденокарцином желуца почиње у ћелијама које производе слуз. Ово је најчешћи тип рака желуца. Скоро сви канцери који почињу у желуцу су  аденокарцинома желуца. Малигни аденокарциноми желуца врше инвазију других ткива и често метастазирају ако им је дато довољно времена.
Гастроинтестинални стромални тумори (ГИСТ)
ГИСТ почиње у посебним нервним ћелијама које се налазе у зиду желуца и другим органима за варење. ГИСТ су врста саркома меког ткива.
Карциноидни тумори
Карциноидни тумори су канцери који почињу у неуроендокриним ћелијама. Неуроендокрине ћелије се налазе на многим местима у телу. Они обављају неке функције нервних ћелија а раде и као ћелија које производе хормоне. Карциноидни тумори су врста неуроендокриног тумора.
Лимфом
Лимфом је рак који почиње у ћелијама имуног система. Имуни систем тела се бори против бактерија. Лимфом понекад може почети у желуцу ако тело шаље ћелије имуног система у желудац. Ово се може догодити ако тело покушава да се избори са инфекцијом. Већина лимфома који почињу у желуцу су врста неходчкиновог лимфома.

## Клиничка слика
Знаци и симптоми рака желуца могу укључивати:
- Проблеме са гутањем
- Бол у стомаку
- Осећај надутости након јела
- Осећај ситости након једења малих количина хране
- Губитак осећаја гладни када се очекује да пацијент буде гладан
- Горушица
- Лоше варење
- Мучнина
- Повраћање
- Губитак телесне тежине
- Осећај умора
- Црна столица

Рак желуца не изазива увек симптоме у својим раним фазама. Када се они коначно догоде, симптоми могу укључивати лоше варење и бол у горњем делу трбуха. Симптоми се можда неће појавити док рак не узнапредује. Каснији стадијуми рака желуца могу изазвати симптоме као што су осећај умора, губитак тежине, повраћање крви и црна столица.
Рак желуца који се шири на друге делове (метастатски рак желуца) изазива специфучне симптоме (нпр када се рак прошири на лимфне чворове, то може изазвати квржице које се могу осетити кроз кожу). Рак који се шири на јетру може изазвати жутило коже и беоњача очију. Ако се рак шири унутар трбуха, то може довести до накупљања течности у трбуху, тако да трбух може изгледати натечено.

## Дијагноза

### Исторја болести
Приликом узимања анамнезе, лекар сазнаје о симптомима (као што су проблеми са исхраном, бол, надимање итд.) и могућим факторима ризика (који би могли да указжу на рак желуца или неки други узрок).

### Физички преглед
Физички преглед може  дати информације о могућим знацима рака желуца или другим здравственим проблемима. Конкретно, палпацијом  и аускултацијом трбуха лекар ће осетити било шта је ненормално.

### Тестови крви
Тестови крви могу да открију анемију (низак број црвених крвних зрнаца), која би могла бити узрокована крварењем рака у желуцу. Такође се тестом столице може открити  крв у столици (фецесу) која се не може видети голим оком, што такође може бити знак крварења у стомаку.

### Горња ендоскопија
Горња ендоскопија (езофагогастродуоденоскопија или ЕГД ) је тест који се најчешће ради код сумње на рак желуца. Током овог теста, лекар кроз грло уводи ендоскопом (танку, флексибилну цев, са осветљем и малом видео камером на крају). Ово омогућава доктору да види унутрашњу облогу једњака, желуца и првог дела танког црева. Треба имати у виду да је, неке врсте карцинома желуца тешко уочити током ендоскопије.
У неким ситуацијама, ендоскопија се може користити за уклањање карцинома у врло раној фази. Такође се може користити за спречавање или ублажавање симптома или других компликација код рака желуца, без потребе за опсежнијом операцијом.

#### Биопсија
Ако се током ендоскопије уоће абнормална подручја, могу се из њих кроз ендоскоп биопсијом узети  узорци ткива. Узорци ткива се шаљу у лабораторију, где се посматрају микроскопом да би се видело да ли садрже ћелије рака. То је једини начин да се са сигурношћу утврди да ли је промена откривена ендоскопијом или неком другом метоодом рак је биопсија. Током биопсије, лекар уклања мале делове (узорке) абнормалног подручја.
Биопсије за проверу рака желуца најчешће се раде током горње ендоскопије. Ако лекар током ендоскопије уочи било какве абнормалне области у слузници желуца, инструменти се могу пренети низ ендоскоп да би се извршила биопсија.
Биопсије се такође могу узети из области могућег ширења рака, као што су оближњи лимфни чворови или сумњива подручја у другим деловима тела.
Ако се пронађе рак желуца, може се урадити више лабораторијских тестова на узорцима биопсије како би се сазнало више о ћелијама рака. Ово може утицати на начин на који се рак лечи. 
ХЕР2 тестирање
Ћелије рака се могу тестирати да би се видело да ли имају превише протеина који подстиче раст који се зове ХЕР2. Рак са повећаним нивоом ХЕР2 назива се ХЕР2-позитивним. Ови канцери се могу лечити лековима који циљају на ХЕР2 протеин.
Узорак биопсије се обично тестира на ХЕР2 коришћењем имунохистохемије (ИХЦ) или флуоресцентне ин ситу хибридизације (ФИСХ). Често се први користи ИХЦ тест, који даје резултате на скали од 0 до 3+.
Тестирање на друге промене гена или протеина
Ћелије рака се такође могу тестирати на друге промене гена или протеина које могу утицати на лечење. На пример:
- Ако ћелије имају одређену количину протеина имунолошке контролне тачке званог ПД-Л1, терапија инхибитором имунолошке контролне тачке као што је пембролизумаб (Кеитруда) може бити опција.
- Ако ћелије имају висок ниво микросателитне нестабилности (МСИ-Х) или дефект гена за поправку неслагања (дММР), третман инхибитором имунолошке контролне тачке може бити опција.
- Ако ћелије имају велико мутацијско оптерећење тумора (ТМБ-Х), што значи да имају много генских мутација, третман инхибитором имунолошке контролне тачке може бити опција.
- Ако ћелије имају промене у једном од НТРК гена, одређени циљани лекови могу бити опција за лечење.

### Имиџинг
Тестови имиџинга користе рендгенске зраке, магнетна поља, звучне таласе или радиоактивне супстанце за стварање слика унутрашњости нашег тела. Тестови имиџинга се могу урадити, да би се:
- сазнало да ли је сумњиво подручје можда рак
- колико се рак проширио
- утврдило да ли је третман био ефикасан

#### Горња скопија
Ово је рендгенски тест за преглед унутрашње облоге једњака, желуца и првог дела танког црева. Овај тест се користи ређе од горње ендоскопије за тражење рака желуца или других стомачних проблема, јер може промашити неке абнормалне области и не дозвољава лекару да узме узорке биопсије. Али то је мање инвазивно од ендоскопије и може бити корисно у неким ситуацијама.
За овај тест пије се раствор креде који садржи супстанцу која се зове баријум . Баријум облаже унутрашњу слузницу једњака, желуца и танког црева (такође се може упумпати ваздух у желудац кроз танку цевчицу.) Затим се прави неколико рендгенских снимака. Пошто рендгенски зраци не могу да прођу кроз слој баријума, ово оцртава сва абнормална подручја у слузници ових органа.

#### Компјутерска томографија (ЦТ)
Компјутерска томографија користи рендгенске зраке да направи детаљне слике попречног пресека меких ткива у телу. Она може прилично јасно показати стомак и често може потврдити локацију рака. Компјутерска томографија такође може показати друге делове тела на које се рак желуца могао проширити, као што су јетра и оближњи лимфни чворови. Може помоћи и у одређивању обима (стадијума) рака и да ли операција може бити добра опција лечења.
ЦТ вођена биопсија иглом:  може користити за вођење игле за биопсију у сумњиво подручје ширења рака. Док пацијент лежи на столу за ЦТ скенирање  лекар гура иглу за биопсију кроз кожу према туморској маси. ЦТ скенирање се понавља све док се игла не нађе унутар масе тумора. Узорак биопсије се затим уклања и шаље у лабораторију на тестирање.

#### Ендоскопски ултразвук
Ендоскопски ултразвук (ЕУС) се често користи да би се видело колико се рак могао проширити у зид желуца, или у оближња подручја или оближње лимфне чворове. 
За овај тест, мала ултразвучна сонда се поставља на врх ендоскопа. Док је испитаник под седативима, ендоскоп се спушта низ грло и у стомак. Сонда се поставља на зид желуца где се налази рак. Он емитује звучне таласе и детектује одбијени ехо, који се затим претвара у слике. Лекари могу да користе ове слике да погледају слојеве зида желуца, као и оближње лимфне чворове и друге структуре непосредно изван стомака. 
ЕУС се такође може користити да помогне у вођењу игле у сумњиво подручје како би се добио узорак биопсије (познат као биопсија вођене иглом ЕУС ).

#### Позитронска емисиона томографија (ПЕТ)
ПЕТ скенирање може бити корисно за одређивање степена рака у телу. За овај тест се убризгава благо радиоактивна форма шећера, која се сакупља углавном у ћелијама рака. Затим се користи посебна камера за стварање слике подручја радиоактивности у телу. Слика није детаљна као ЦТ или МРИ скенирање, али ПЕТ скенирање може тражити могућа подручја ширења рака у свим деловима тела одједном.
Многе новије машине могу да раде и ПЕТ и ЦТ скенирање у исто време (ПЕТ/ЦТ скенирање). Ово омогућава доктору да детаљније види области које „светле“ на ПЕТ скенирању.
Иако ПЕТ скенирање може бити корисно за проналажење подручја ширења рака, они нису увек од помоћи код одређених врста рака желуца јер неке врсте не заузимају много радиоактивног шећера.

#### Магнетна резонанца (МРИ)
Као и ЦТ скенирање, МРИ може показати детаљне слике меких ткива у телу. Али магнетна резонанца користи радио таласе и јаке магнете уместо рендгенских зрака.
Овај тест се не користи тако често као ЦТ скенирање за тражење рака желуца, али може бити од помоћи у одређеним ситуацијама, нпр. када се траже тумори у јетри.

#### Радиографија грудног коша
Овај тест може помоћи да се покаже да ли се рак проширио на плућа. Такође се може користити да се утврди да ли особа има озбиљне болести плућа или срца, што може утицати на то да ли би операција била опција лечења. Рендген грудног коша није потребан ако је урађен ЦТ скенирање грудног коша.

### Лапароскопија
Ако је рак желуца већ пронађен, а тестови снимања као што су ЦТ или ПЕТ скенирање нису показали да се проширио на друге делове тела, лекари би могли да ураде лапароскопију пре било које друге операције. Ово може помоћи да се потврди да је рак још увек само у желуцу, што значи да би операција за његово уклањање и даље могла бити опција.
Ова процедура се ради у операционој сали док сте под општом анестезијом (у дубоком сну). Лапароскоп (танка, флексибилна цев са малом видео камером на крају) се убацује кроз мали рез у стомаку. Ово омогућава лекару да пажљиво погледа површине органа и оближње лимфне чворове унутар абдомена, или чак да уклони мале узорке ткива, који се затим могу тестирати на рак. 
Ако не изгледа да се рак проширио, понекад ће лекар „опрати” стомак физиолошким раствором (сланом водом). Ово се зове перитонеално прање. Течност се затим сакупља и проверава да ли има ћелија рака.
Понекад се лапароскопија комбинује са ултразвуком да би се добила боља слика рака.

## Терапија
Опције лечења које се могу размотрити укључују операцију, хемотерапију (а понекад и радиотерапију). Лечење је строго индивидуално и за сваки случај посебно зависи од величине рака, да ли се рак проширио (или стадијума рака) и општег стања здравља болесника.

### Циљеви терапије
Главни циљеви терапије су:
Излечење рака
Неки карциноми желуца се могу излечити, посебно ако се лече у раним стадијумима болести. Ремисија значи да нема доказа о раку након лечења. Ако је у ремисији, болесник је можда излечен, међутим, у неким случајевима рак се враћа месецима или годинама касније, и зато лекари понекад нерадо користе реч излечен.
Контрола рака
Лечење може имати за циљ контролу рака, ако излечење није реално. јер је адекватним лечењем је често могуће ограничити раст или ширење рака тако да он напредује мањом брзином. Ова врста терапије има за циљ да пацијент буде без симптома неко време.
Ублажавање симптома
Третман може имати за циљ ублажавање симптома. Ако излечење није могуће, терапија се можеу користити за смањење величине рака, што може ублажити симптоме као што је бол. Ако је рак узнапредовао, за ублажавање симптома може се применити исхрана додацима у исхрани, примена лекова против болова, и за ублажавање других симптома.

## Прогноза
Код неких болесника са раком желуца лечење може уклонити или уништити рак. Међутим крај лечења може бити стресан, непријатан и узбудљив. Можда ће пацијент одахнути што завршава лечење, али биће му тешко да живи а да не бринео томе да ли ће се рак вратити (што је чест случај код болесника који су имали рак). Живот након рака желуца за излечене болеснике значи повратак неким познатим стварима али и покушај доношења неких нових одлука.
За друге болеснике, рак можда никада неће нестати у потпуности. Неки болесници ће добити  хемотерапију, циљану терапију или друге третмане како би покушали да задрже рак под контролом што је дуже могуће и да спрече или ограниче проблеме које он може изазвати. У том процесу они морају да науче да живе са раком који не нестаје, што за болесника може бити тешко и веома стресно. 